# Conchy-les-Pots
Conchy-les-Pots település Franciaországban, Oise megyében. Lakosainak száma 753 fő (2022. január 1.). Conchy-les-Pots Tilloloy, Biermont, Boulogne-la-Grasse, Orvillers-Sorel, Roye-sur-Matz, Beuvraignes és Bus-la-Mésière községekkel határos.

## Népesség
A település népességének változása:
| Lakosok száma | 663  | 696  | 712  | 705  | 715  | 725  | 728  | 742  | 753  |
|               | 2013 | 2015 | 2016 | 2017 | 2018 | 2019 | 2020 | 2021 | 2022 |